# Gobemouche de Böhm
Myopornis boehmi
Genre
Espèce
Statut de conservation UICN

 LC  : Préoccupation mineure
Le Gobemouche de Böhm (Myopornis boehmi) est une espèce de passereaux appartenant à la famille des Muscicapidae.
Le nom de l'espèce commémore Richard Böhm (1854-1884).